# Vía del ser necesario
La vía del ser necesario (también conocida como argumento cosmológico) es un argumento filosófico a favor de la existencia de Dios. Sus representantes principales son Aristóteles, Maimónides, Avicena y santo Tomás de Aquino. Se basa en las nociones aristotélicas de sustancia y accidente.

## Formulación de Aristóteles
Aristóteles distinguía entre la sustancia y sus accidentes, entre lo necesario y lo contingente, entre la esencia y la existencia. Los entes sensibles son todos contingentes y su existencia no está implícita en su esencia, por lo que no pueden haber existido siempre y su conjunción tampoco. Por eso, es necesario que exista un ente suprasensible necesario cuya existencia esté implícita en su esencia.
Aristóteles continúa con la definición platónica de que el ser es poder, es decir, una cosa existe si puede afectar otra cosa o ser afectada por otra. Por eso, es necesario que este ente suprasensible y necesario establezca relaciones de afección con los entes sensibles y contingentes.
Este ente suprasensible es inmaterial y puramente formal, por lo que tampoco tiene potencialidad y es en cambio actualidad pura. Como no tiene potencia que pueda pasar al acto, es imposile que sea afectado por el resto de entes y, por lo tanto, es este quien tiene que afectar otros entes. Es, por lo tanto, una causa eficiente primera.
Con respecto a esta eficiencia, solo puede ejercerla como motor, ya que, si provocara un cambio de cantidad o de cualidad, necesitaría tener en acto las formas sensibles de la cantidad o de la cualidad, por lo que solo puede ser un primer motor inmóvil.
Finalmente, el modo en que ejerce su eficiencia no puede ser por contacto, así que lo tiene que ejercer como causa final, como acto puro e inmóvil que sea imitado por el movimiento etéreo y circular de los cuerpos celestes, que participen de este.

## Formulación de Tomás de Aquino
En su libro Summa Theologiae, Tomás de Aquino enseña lo que es conocido como Quinque viae, cinco argumentos que pretenden probar racionalmente la existencia de Dios. El tercero de sus argumentos es este.

[...] La tercera es la que se deduce a partir de lo posible y de lo necesario. Y dice: Encontramos que las cosas pueden existir o no existir, pues pueden ser producidas o destruidas, y consecuentemente es posible que existan o que no existan. Es imposible que las cosas sometidas a tal posibilidad existan siempre, pues lo que lleva en sí mismo la posibilidad de no existir, en un tiempo no existió. Si, pues, todas las cosas llevan en sí mismas la posibilidad de no existir, hubo un tiempo en que nada existió. Pero si esto es verdad, tampoco ahora existiría nada, puesto que lo que no existe no empieza a existir más que por algo que ya existe. Si, pues, nada existía, es imposible que algo empezara a existir; en consecuencia, nada existiría; y esto es absolutamente falso. Luego no todos los seres son sólo posibilidad; sino que es preciso algún ser necesario. Todo ser necesario encuentra su necesidad en otro, o no la tiene. Por otra parte, no es posible que en los seres necesarios se busque la causa de su necesidad llevando este proceder indefinidamente, como quedó probado al tratar las causas eficientes (núm. 2). Por lo tanto, es preciso admitir algo que sea absolutamente necesario, cuya causa de su necesidad no esté en otro, sino que él sea causa de la necesidad de los demás. Todos le dicen Dios.
Tomás de Aquino, Summa Theologiae - Parte Ia - Cuestión 2 - Artículo 3

## Formulación silogística
1. Si todo fuera contingente, habría habido un tiempo en que nada hubiera existido.
2. Nada puede salir de la nada.
3. Existe al menos una cosa necesaria.